# ウエスタンアームズ
株式会社ウエスタンアームズ（Western Arms）は東京都渋谷区にある、主にエアソフトガンを製造、販売するメーカーである。
遊戯銃メーカー六研の製品を量産販売する目的で1976年に設立され、後に独自設計の製品を製造販売するに至る。
社名はコルト・シングル・アクション・アーミーなどの西部劇（ウエスタンムービー）に登場する銃器を製品化するという目標に由来している。
モデルガン全盛時代は六研およびMGCと関係を持ちつつ独自の製品も展開、発射機能を備えたガスガンの流行に合わせて主軸を移行する。
大きな転機となったのは、オートマチックピストルのスライド動作を再現するブローバックガスガンの開発で、1994年の第一弾となったベレッタM92FSはその洗練された構造から大ヒット商品となり、同ジャンルにおいては確固たる地位を築いている。
そのブローバック機構は公募により「マグナブローバック」と命名され、他社製品とは一線を画する存在として強くアピールされており、重量のあるスライドが力強く作動する迫力に対しての評価が高く、高圧ガスの使用と金属製外装が違法ではない海外では絶大な支持を得ている。国内でも数社の製品にこの構造が採用されている。
トレードマークの意匠は「WA」の文字を鎧兜型にデザインしたもので、六研の代表であった六人部登の作である。

## 製品
その製品は限定品が多く直営店での少数販売品が多い事やカタログが存在しない事もあって、全てを把握することは困難となっている。
現在の主力商品であるブローバックガスガンは、スライド動作の開始以前に弾丸を発射する構造から特に近距離での命中精度が高い点、内部構造が外観の再現に影響を与えにくい点、作動において重量のある部品や反発力の強いスプリングを可動させる事が可能な点が特徴である。
外観では、プラスチックに金属粉を混ぜた樹脂であるヘビーウェイト樹脂を使用した重量感の高い製品が多いこと、ベレッタ社など実銃メーカーの商標・意匠の商品化権を得て刻印なども実銃同様に再現すること等があげられる。特にベレッタ社の商標は独占使用権を有する事を強くアピールしている。
一方で、実銃に存在しないパテント関連の刻印が煩わしい、金属パーツの仕上げが粗いとの批判もある。前者は特に小さな銃で顕著だと言われる。
近距離（5メートル程度）における命中精度は良好であるが、遠距離では極端に悪くなる傾向がある。これは弾がパッキンの通過する際に生じる抵抗にバラツキがあることと、他社の特許等を回避したゆえに複雑となった可変ホップアップ機構に起因するものであり、改善には念入りな調整が必要とされる。現行モデルでは固定ホップに変更されている。
ダブルカアラム式の拳銃等、比較的大きな弾倉を持つ銃では、弾倉内のガスタンクに「NLS」という機構を備えている。これは、ガスタンク内に気化したガスは入っても液化ガスは入らないスペースを設けることで、ホルスターから勢いよく銃を抜いた直後等、弾倉内で液化ガスが激しく揺れ動く状況でも問題なく射撃可能にするという、ガスガン版コレクタータンクとも言える機構である。
2003年3月にはハンマーシステムやホップアップシステムを大幅に変更した「SCW Ver1」と名を冠したシリーズに切り替え、2006年3月には海外で生産を行い材質をABS樹脂としコストを下げた「マグナテック」シリーズが新たに加わった。この段階で内部構造のブラッシュアップ（安全にハンマーダウンを行えるトランスファーハンマーシステムなど）とホップアップ機構を固定式とすることによる遠距離での弾道の不安定さが改善されている。製品の品質安定と低価格化による購買層の拡大を狙った試みであったが、「ヘビーウェイトではないWA製品は存在意義が無い」とする評価に押されて「カスタムライン」と称した高級路線に移行した後に、現在は「SCW Ver3」と名を冠した従来路線に統合されている。
2008年には久々の大型商品「M4 CQB-R」を発売し、モデルアップ対象の魅力もあって国内外で大ヒット商品となった。電動ガンが主流であった大型商品市場において新たな路線となっており、特に高圧ガスが使用出来て弾丸の威力の制限が緩い海外では、ほぼ本体を再現可能な種類のカスタムパーツが発売されるなど、高い評価を得ている。

## 知的財産権訴訟
1990年代後半に多数の訴訟を起こしたことでも知られている。
自社製品に対応したカスタムパーツを製造販売していた業者に対し、工業的デザインの模倣による損害賠償と製造・販売の差し止めを訴えるが、基本的な構造が実銃を模したものであるが一般的な機械構造であるため模倣に当たらないという判断が下された。この訴訟は、法に抵触しかねない金属化や、部品の組込みによる強度や機能の低下を招く事を防ぐという意図があったと思われ、それに賛同する意見も少なくなかった。
他社のブローバックガスガンにおいて、自社の知的財産権を侵害したとして、製造・販売の差し止めを求める訴訟を起こしたが、構造を完全に近いかたちで模倣したマルゼンを除く全てのの裁判で敗訴している。判決は、メカニズムの作動タイミングを要点とした原告側の主張が被告側の実験により覆された事を理由としたものであるが、特許の範囲をブローバック式ガスガンすべてに適用されるように拡大解釈した主張を行なった事が、裁判官の心象を悪くしたという指摘もある。東京マルイは同裁判には勝訴したものの、東京マルイの保持していた電動ガンの特許期限が切れた事を機に、海外メーカーの模倣製品が国内外に広く流通して自社の経営を悪化させた経緯がある。タニオ・コバのデザインしたブローバック・ガスガンにおいても同じ経緯を辿っている。
ベレッタ社の商標使用権を独占した事を契機に、同社と共同で意匠権侵害の訴訟をライバルメーカーに対して起こしたが、玩具・模型での商標模倣はベレッタ社の製品販売に損害を与えるものでは無いとして敗訴している。ベレッタ社の商標使用権を得る以前に同社の商標を無断使用していた事、良好な関係にあるメーカーに対しては訴訟を起こさなかった事が判決に影響したという指摘もある。この案件の発端は銃器専門誌『月刊Gun』の記事において『本物 VS モデルガン』記事製作に際してアメリカ国内に日本製のベレッタM92Fモデルガンを輸入しようとした際、税関に没収されてベレッタ社に報告された。この報告を受けたベレッタ社は日本のトイガン・メーカーに対してFAXで商標権侵害に関する警告と、契約を締結すれば商標使用の続行が可能である旨を発信したが、この申し出に応じたのはウェスタンアームズ１社だけであった。